# Второе правительство Тардьё
Второе правительство Тардьё — французское правительство в период Третьей республики.

## Даты
- Начало правления — 2 марта 1930 года[1]
- Конец правления — 4 декабря 1930 года[2]

## Состав правительства
- Андре Тардьё — председатель Совета министров и министр внутренних дел;
- Аристид Бриан — министр иностранных дел;
- Андре Мажино — военный министр;
- Поль Рейно — министр финансов;
- Луи Жермен-Мартен — министр бюджета;
- Пьер Лаваль — министр труда и социального обеспечения;
- Рауль Пере — министр юстиции;
- Жак-Луи Дюменель — морской министр;
- Луи Роллен — министр торгового флота;
- Лоран Эйнак — министр авиации;
- Пьер Марро — министр общественной инфраструктуры и искусств;
- Огюст Шампетье де Риб — министр пенсий;
- Фернан Дави — министр сельского хозяйства;
- Франсуа Пьетри — министр колоний;
- Жорж Перно — министр общественных работ;
- Дезире Ферри — министр здравоохранения;
- Андре Малларме — министр почт, телеграфов и телефонов;
- Пьер-Этьен Фланден — министр торговли и промышленности.

Изменения
- 17 ноября 1930 — Анри Шерон наследует Пере как министр юстиции.